# Ewald Kist
Ewaldus ("Ewald") Kist (Wassenaar, 22 januari 1944) is een Nederlands voormalig hockeyer en oud-bestuursvoorzitter van de ING Groep.

## Biografie
Kist was middenvelder bij de Nederlandse hockeyploeg die deelnam aan de Olympische Spelen van 1968. Hij speelde in totaal 8 interlands. Hij was lid van HHIJC, de voorloper van HC Klein Zwitserland. Kist was werkzaam bij de Nationale Nederlanden. In 1989 werd hij voorzitter van de hoofddirectie van dit bedrijf. In 1991 werd hij lid van de raad van bestuur van de ING Groep en van 2000 tot 2004 voorzitter.

## Persoonlijk
Kist is een telg uit het geslacht Kist en een zoon van mr. Florentius Cornelis Kist (1909-1995), advocaat-generaal bij de Hoge Raad der Nederlanden, en Françoise Renée Boland (1911-1991). Hij was gehuwd met de juriste Ammy Kist-de Bruin (1947-2021); zij hebben vijf kinderen. Floor Kist is zijn broer, Jan Geurt Gaarlandt zijn zwager en A.W. Kist zijn volle neef.
Joost Boks · 
Aart Brederode · 
Edo Buma · 
Sebo Ebbens · 
John Elffers · 
Jan Piet Fokker · 
Otto ter Haar · 
Gerard Hijlkema · 
Arie de Keyzer · 
Ewald Kist · 
Tippy de Lanoy Meijer · 
Frans Spits · 
Heiko van Staveren · 
Theo Terlingen · 
Kik Thole · 
Theo van Vroonhoven · 
Piet Weemers ·
Coach: Piet Bromberg